# NGC 4838
NGC 4838 is een balkspiraalstelsel in het sterrenbeeld Maagd. Het hemelobject werd op 9 mei 1831 ontdekt door de Britse astronoom John Herschel.

## Synoniemen
- MCG -2-33-74
- IRAS 12552-1247
- PGC 44383